# تاج زيسا
تاج زيسا (بالإنجليزية: Zisa Corona)‏ هي تضاريس تاجية يمكن إيجادها على سطح كوكب الزهرة عند خط طول °221 شرقًا ودائرة عرض °12 شمالًا.
يبلغ قطرها 850 كيلومتر (530 ميل) وهي ثالث أكبر تاج على الكوكب.
تمت تسميتها نسبةً إلى إلهة الحصاد الجرمانية والنوردية "زيسا [الإنجليزية]" وزوجة الإله تير.

## طالع أيضًا
- هضبة لاكشمي
- سهل سيدنا
- مرتفعات أفرودايت
- الزهرة
- تضاريس تاجية (فلك)
- تضاريس متكسرة (فلك)
- تضاريس عنكبوتية (فلك)